# Боаз Майгілл
Боаз Майгілл (англ. Boaz Myhill, нар. 9 листопада 1982, Модесто) — валлійський футболіст, що грав на позиції воротаря. Відомий за виступами в низці англійських клубів, а також у складі національної збірної Уельсу.

## Клубна кар'єра
Боаз Майгілл народився 1982 року в місті Модесто в Каліфорнії в сім'ї американця і валлійки, пізніше родина перебралась до Британії, де жили в місті Освестрі. Розпочав займатися футболом у школі клубу «Астон Вілла». У 2001 році Майгілл був переведений до основної команди клубу, проте в основному складі команди так і не зіграв, та до 2003 року грав у оренді в клубах «Сток Сіті», «Бристоль Сіті», «Бредфорд Сіті», «Маклсфілд Таун» та «Стокпорт Каунті».
У 2003 році Майгілл перейшов до клубу «Галл Сіті» вже на умовах постійного контракту. За клуб з Галла футболіст грав до 2010 року, та зіграв за цей час у чемпіонаті 257 матчів за клуб.
У 2010 році Майгілл перейшов до клубу «Вест-Бромвіч Альбіон», проте за рік керівництво клубу віддало воротаря в оренду «Бірмінгем Сіті». За рік футболіст повернувся до «Вест-Бромвіч Альбіон», де грав до 2019 року, після чого завершив виступи на футбольних полях.

## Виступи за збірні
У 2002 року Боаз Майгілл дебютував у складі юнацької збірної Англії віком до 20 років, загалом на юнацькому рівні взяв участь у 2 іграх.
У 2008 року Майгілл отримав запрошення до національної збірної Уельсу, і в цьому ж році дебютував у складі валлійської збірної. У складі збірної Уельсу футболіст грав до 2013 року, та провів у її формі 19 матчів, пропустивши 27 голів.